# MAZ-2000
Der MAZ-2000 Perestroika (russisch МАЗ-2000 «Перестро́йка») ist ein Lkw-Prototyp des belarussischen Fahrzeugherstellers Minski Awtomobilny Sawod, der ab 1985 entwickelt wurde. Beim Pariser Autosalon 1988 wurde das Fahrzeug der internationalen Fachwelt präsentiert. Der modular aufgebaute Sattelzug erhielt viel Beachtung und die Anerkennung von ausländischen Experten, war jedoch im weltweiten Maßstab weder der erste noch der einzige Entwurf mit vergleichbaren Merkmalen.
Für sowjetische Verhältnisse war der Lastwagen einzigartig, insbesondere weil er aus einzelnen Modulen besteht, die es ermöglichen sollten, den Lkw besonders flexibel einzusetzen. Die Antriebseinheit, das Fahrerhaus, die Ladefläche und auch einzelne Achsen waren beliebig zwischen den Fahrzeugen austauschbar und konnten in einer Art Baukastensystem in unterschiedlichen Konfigurationen zusammengestellt werden. Zur Serienfertigung kam es durch den Zusammenbruch der Sowjetunion und wegen finanzieller Engpässe jedoch nicht. Von den beiden gebauten Prototypen ist nur noch einer erhalten. Er wurde 2004 nach langer Standzeit restauriert und steht seitdem als Denkmal auf dem Gelände des Herstellerwerks.

## Entwicklungsgeschichte
Die Überlegungen, Sattelzüge anders aufzubauen als die herkömmliche Variante, bestehend aus Sattelzugmaschine und Sattelauflieger, reichen weit zurück. So wurde auf einem Werbeplakat der US-amerikanischen Firma Bohn bereits in den 1940er-Jahren ein Tanklastwagen gezeigt, der einen ähnlichen Aufbau wie der MAZ-2000 besitzt. Das deutsche Unternehmen Steinwinter baute bis 1983 den Steinwinter 2040, eine Unterflur-Sattelzugmaschine mit nur 1,2 Metern Höhe. Anders als beim sowjetischen Entwurf sind Fahrerhaus und Antrieb so im selben „Modul“ untergebracht. Der spätere Chefentwickler von KamAZ befasste sich in den Jahren 1976 und 1977 theoretisch mit modularen Konzepten, die Idee wurde 1986 wieder aufgegriffen und zu einem kompletten Modulsystem stark erweitert, kam jedoch nicht zur praktischen Umsetzung. Auch in den USA und Westeuropa wurden ähnliche Konzepte entwickelt, beispielsweise der Kenworth Windclipper mit schwenkbarer Fahrerkabine (1986, nicht umgesetzt) oder das Konzeptfahrzeug VIRAGES VE10 von Renault (1985), das später abgewandelt als Renault Magnum in Serie gebaut wurde. Letzteres hatte ein optisch ähnliches Design und ein baulich komplett vom Motorraum getrenntes Fahrerhaus ohne Motortunnel, jedoch keinen modularen Aufbau. Auch der für das Projekt „Perestroika“ leitende Ingenieur Michail Wysozki (russisch Михаил Высоцкий, 1928–2013) hatte bereits in den frühen 1980er-Jahren an Entwürfen für Gelenkbusse mitgearbeitet, die technisch dem späteren MAZ-2000 ähnelten. Auch Entwürfe für Unterflur-Sattelzugmaschinen wurden gemacht, jedoch waren Fahrerhaus und Auflieger fest verbunden und nur der Motorwagen austauschbar.
Das Minski Awtomobilny Sawod begann 1985 mit der Entwicklung, 1986 wurde der erste von beiden Prototypen vollendet. Das Fahrzeug besteht je nach Zusammenstellung aus mindestens vier trennbaren Modulen: Dem Unterwagen mit Motor, Getriebe, Lenkung und Antriebsachse vorne, darüber die Kabine als separates Modul, dahinter das Transportmodul (bestehend aus dem Rahmen, der Ladefläche und der mittleren Achse) sowie ein zusätzliches Achsmodul. Kabine und Transportmodul sind zueinander starr angeordnet, der komplette Unterwagen wird hydraulisch gelenkt, ähnlich einem Drehgestell. Diese Grundkonfiguration konnte wahlweise um eine zusätzliche Achse oder um eine weitere Transporteinheit und einen Motorwagen erweitert werden. So wären Lastwagen mit 33 oder 40 Tonnen und Züge bis 80 Tonnen Gesamtgewicht möglich gewesen. Ziel war eine größtmögliche Flexibilität im Einsatz und die universelle Austauschbarkeit der Module, zum Beispiel an Grenzübergängen.
Der Prototyp war für sowjetische Verhältnisse sehr modern ausgerüstet. Die Karosserie besteht aus Fiberglas, die Kabine wurde mit zwei Schlafgelegenheiten, einem UKW-Radio, Klimaanlage, modernen Sitzen und Luftfederung ausgestattet. Sogar eine Rückfahrkamera war vorhanden, die Gangwahl erfolgte zwar mit einem Schalthebel, jedoch elektronisch an das Getriebe übertragen und gesteuert von einem Mikroprozessor, nicht mechanisch über ein Schaltgestänge. Stand der Serienproduktion bei MAZ war zum damaligen Zeitpunkt dagegen der MAZ-5335, ein Fahrzeug, das direkt auf Konstruktionen der 1950er-Jahre zurückgeht und ohne jegliche Elektronik auskommt. Als Antrieb wurde ein Sechszylinder-Reihenmotor vom Typ D2866 gewählt, von dem ein Exemplar von MAN und eines aus Ungarn importiert wurde, wo Rába entsprechende Motoren in Lizenz von MAN baute. Die Leistung war mit 290 PS (213 kW) eher niedrig bemessen. Aufgrund des Karosseriedesigns und des geringen Luftwiderstands erreichte der Lkw trotzdem 130 km/h Höchstgeschwindigkeit und war damit ähnlich schnell wie sowjetische Personenwagen. Das Zwölfgang-Schaltgetriebe stammte aus Eigenfertigung von MAZ.
Noch unter Geheimhaltung wurde der MAZ-2000 einem ausgewählten Publikum auf einer Moskauer Messe 1988 vorgestellt. Anschließend wurde auf dem Pariser Autosalon 1988 ein zweites, optisch leicht geändertes Exemplar öffentlich gezeigt. Die für den Prototyp gewählte Typenbezeichnung – MAZ-2000 – entspricht nicht der gängigen sowjetischen Normung, sondern bezieht sich auf das Jahr 2000. Obwohl auch von internationaler Seite großes Interesse bekundet wurde, wurde der Lastwagen nie in die Serienfertigung übernommen. Nach einigen optischen Modifikationen wurde das Projekt 1991 aus Geldmangel und im Zeichen des Zerfalls der Sowjetunion eingestellt.
Mit Stand 2004 waren beide Prototypen und ein zusätzliches Antriebsmodul erhalten. Das erste Fahrzeug mit Rába-Motor, welches in Moskau gezeigt wurde und besser ausgestattet war, war zu diesem Zeitpunkt bereits fast fertig restauriert und steht heute als Denkmal auf dem Werksgelände. An diesem Exemplar wurden die Hinterachsen und der Aufbau nachträglich durch eine andere Konstruktion ersetzt. Das zweite Fahrzeug mit MAN-Motor, wie es in Paris ausgestellt war, befand sich in schlechtem Zustand und wurde später verschrottet.
Bei MAZ wurde der Prototyp nie wieder konstruktiv aufgegriffen. Er erwies sich zwar als wirtschaftlich, jedoch als sehr unpraktisch. Seine Bedienung erforderte viel Aufmerksamkeit und Erfahrung, insbesondere da der Motorwagen beim Lenken in beide Richtungen ausschert. Auch hätten verschiedene Strukturen im Güterverkehr geändert werden müssen, was sich nicht als praktikabel erwies. Der Unterflurmotor war konstruktionsbedingt im Antriebsmodul schlecht unterzubringen und zu warten, einer der Gründe, warum bereits MAN nach der Übernahme von Büssing diese Bauart abgeschafft hatte. Die Konstruktion des MAZ-2000 war vom Hersteller sogar in den USA patentiert worden, mittlerweile sind die Schutzrechte aber abgelaufen.
In den Jahren 1989 bis 1991 baute das Moskauer Fahrzeuginstitut NAMI unter der Bezeichnung NAMI-0286 einen optisch ähnlichen, aber klassisch konstruierten Lastwagen in nicht-modularer Bauweise. Wie beim MAZ-2000 kam es nie zu einer Serienfertigung.

## Technische Daten
Für das zweite Exemplar, soweit bekannt.
- Motor: Reihensechszylinder-Dieselmotor
- Motortyp: MAN D2866
- Leistung: 290 PS (213 kW) bei 2200 min−1
- Drehmoment: 1200 Nm
- Getriebe: Schaltgetriebe, 12 Gänge
- Getriebetyp: Eigenanfertigung von MAZ
- Höchstgeschwindigkeit: 130 km/h
- Bremse: Druckluftbremse mit ABS
- Antriebsformel: 6×2, Frontantrieb

Abmessungen und Gewichte
- Länge: 14.900 mm
- Breite: 2500 mm
- Höhe: 4000 mm
- Ladevolumen: 83 m³
- Wendekreis, gemessen am Vorderrad: 23,8 m
- Reifengröße: 18,00R22,5
- Leergewicht: 12.000 kg
- Zuladung: 21.000 kg
- zulässiges Gesamtgewicht: 33.000 kg
- Achslasten: je 11.000 kg bei drei Achsen